# 25 (花澤香菜のアルバム)
『25』（トゥエンティファイブ）は、花澤香菜の2枚目のオリジナルアルバム。2014年2月26日にアニプレックスから発売された。
本作は花澤の内面が反映されており、タイトルと曲数も自身の年齢と誕生日に因んでいる。なお前作では1曲毎に作家と話し合っていたため世界観が一貫していなかったが、今作では花澤自身の思いがアルバム全体のテーマとしているため、岩里祐穂を中心メンバーに据えて花澤と2人で意見を交わしたという。

## 音楽性
DISC-1の5曲目「マラソン」は、疾走感のあるワイルドな曲。曲の制作は前半まで作成された歌詞を基に行なったという。
DISC-1の6曲目「YESTERDAY BOYFRIEND」は、4thシングルカップリング曲「CALL ME EVERYDAY」と同じく西寺郷太による作詞であるが、「CALL ME EVERYDAY」と違い曲が完成するまで名前は伏せられていたという。
DISC-1の13曲目「Waltz for Praha」は、タイトル通りプラハをテーマとした曲であるが、後日特典映像の撮影ためにプラハを訪れた際当曲がプラハ的なものであることを実感したという。
DISC-2の3曲目「パパ、アイ･ラブ･ユー!!」は、花澤が幼少期に感じたに父親との日々をテーマとした曲で、歌詞には父親と観た映画や彼の作った料理に関するフレーズが散りばめられている。そのため花澤は全曲中一番泣けることを明かしている。
DISC-2の4曲目「Eeny, meeny, miny, moe」は、17歳の時に共演して以来親交のある浅沼晋太郎が作詞を手掛けており、歌詞にも高校時代の友人に関するフレーズが散りばめられている。
DISC-2の5曲目「粉雪」は、花澤自身が北海道の無人駅に立ち寄った際、その情景を基に歌詞を思い付き、それを北川勝利に送り、彼が5本のサックスのみのシンプルな編成の曲に仕上げたという。

## リリース・プロモーション
2014年2月26日にアニプレックスから発売された。花澤のアルバムとしては前作『claire』から1年ぶりのリリースとなる。
販売形態は、初回生産限定盤（SVWC-7988〜90）と通常盤（SVWC-7991/2）の2種リリースで、初回限定盤にはプラハとチェスキークルムロフなどを訪れた撮り下ろし映像『I wish the door to the dream does not close.』を収録したBlu-rayおよびブックレットが同梱されている。
本アルバムを引っ提げて、ライブツアー『花澤香菜 live 2014 “25”』が2014年4月17日から5月6日まで開催された。4月25日に行われたNHKホール公演の模様は、6月29日にMUSIC ON! TVにて放送され、同公演の模様を収録したBD『CHALEUR -Film Documentaire de “25”-』が、花澤の2作目の映像作品として8月27日にアニプレックスから発売された。

## 収録内容

### DISC-1
CD
1. バースデイ [1:08]
  - 作詞・作曲・編曲：北川勝利
2. 25 Hours a Day [4:12]
  - 作詞：岩里祐穂、作曲・編曲：北川勝利
3. Brand New Days [3:40]
  - 作詞・作曲・編曲：矢野博康
4. 恋する惑星 [4:52]
  - 作詞：岩里祐穂、作曲・編曲：北川勝利、ストリングスアレンジ：長谷泰宏
5. マラソン [4:31]
  - 作詞：花澤香菜・岩里祐穂、作曲・編曲：北川勝利
6. YESTERDAY BOYFRIEND [4:50]
  - 作詞：西寺郷太、作曲・編曲：奥田健介
7. 無邪気なキミと真夏のメロディ [4:02]
  - 作詞・作曲・編曲：中塚武
8. Make a Difference [4:20]
  - 作詞：岩里祐穂、作曲・編曲：mito
9. 旅立つ彼女と古い背表紙 [4:30]
  - 作詞・作曲・編曲：沖井礼二、ストリングスアレンジ：長谷泰宏
10. Summer Sunset [4:21]
  - 作詞：岩里祐穂、作曲・編曲：北川勝利
11. 同心円上のディスタンス [4:08]
  - 作詞・作曲・編曲：宮川弾
12. flattery? [3:58]
  - 作詞・作曲・編曲：古川本舗
13. Waltz for Praha [3:53]
  - 作詞・作曲：北川勝利、編曲：sugarbeans・北川勝利

### DISC-2
CD
1. 片思いが世界を救う [3:55]
  - 作詞・作曲・編曲：宮川弾
2. ダエンケイ [3:58]
  - 作詞：岩里祐穂、作曲・編曲：北川勝利
3. パパ、アイ･ラブ･ユー!! [3:47]
  - 作詞・作曲・編曲：カジヒデキ
4. Eeny, meeny, miny, moe [4:05]
  - 作詞：浅沼晋太郎、作曲・編曲：白神真志朗
5. 粉雪 [1:34]
  - 作詞：花澤香菜、作曲：北川勝利、編曲：北川勝利・鈴木圭
6. Young Oh! Oh! [2:40]
  - 作詞：花澤香菜・岩里祐穂、作曲・編曲：北川勝利
7. 曖昧な世界 [3:49]
  - 作詞：岩里祐穂、作曲・編曲：北川勝利
8. 真夜中の秘密会議 [4:05]
  - 作詞：花澤香菜、補作詞：岩里祐穂、作曲：北川勝利、編曲：桜井康史・北川勝利
9. Merry Go Round [4:10]
  - 作詞：岩里祐穂、作曲：北川勝利、編曲：宮川弾
10. last contrast [4:28]
  - 作詞・作曲：小出祐介、編曲：釣俊輔・小出祐介
11. 花びら [6:12]
  - 作詞：岩里祐穂、作曲・編曲：北川勝利
12. Good Conversation [3:51]
  - 作詞：岩里祐穂、作曲：北川勝利、編曲：IEDA（One Day Diary）

### DISC-3
Blu-ray『I wish the door to the dream does not close.』（初回限定盤のみ） （）内は使用されている曲。
1. OPENING
2. WALK THE LABYRINTH（ダエンケイ）
3. FEEL THE WIND（旅立つ彼女と古い背表紙）
4. KEEP THE BEAT（Brand New Days）
5. WALTZ FOR PRAHA（Waltz for Praha）
6. INTO THE LIGHT（片思いが世界を救う）
7. 25 HOURS A DAY（25 Hours a Day）

## 参加ミュージシャン
Disc 1
バースデイ
- 末永華子：Piano

25 Hours a Day
- 宮田繁男：Drums
- 千ヶ崎学 (KIRINJI)：Bass
- 奥田健介 (NONA REEVES)：Electric Guitar
- 末永華子：Piano, Chorus
- sugarbeans：Organ
- 北川勝利 (ROUND TABLE)：Electric Guitar, Tambourine, Wind Chime, Chorus
- acane_madder：Chorus
- ゆうさん, こうさん, なでさん, かかさん, mito, 岩里祐穂, 神前暁, meg rock, 沖井礼二, 清浦夏実, 平田博信, 若森さちこ：25 Chorus, Hand Clap

Brand New Days
- 矢野博康：Synthesizer, Programming
- 松江潤：Electric Guitar

恋する惑星
- 佐野康夫：Drums
- 渡辺等：Bass
- 末永華子：Piano
- 奥田健介 (NONA REEVES)：Electric Guitar
- 北川勝利 (ROUND TABLE)：Acoustic Guitar, Tambourine, Wind Chime
- acane_madder：Chorus, Programming
- 長谷泰宏：Programming
- 弦一徹ストリングス：Strings

マラソン
- 佐野康夫：Drums
- 平田博信：Bass
- 筒井朋哉、北川勝利 (ROUND TABLE)：Electric Guitar
- acane_madder：Chorus

YESTERDAY BOYFRIEND
- 奥田健介 (NONA REEVES)：Programming, Acoustic Guitar
- 加藤雄一郎：Sax
- 北川勝利 (ROUND TABLE)：Chorus, Wind Chime
- acane_madder：Chorus

無邪気なキミと真夏のメロディ
- 中塚武：Piano, Programming
- 竹下欣伸：Wood Bass
- 石垣健太郎：Guitars
- 佐々木史郎：Trumpet
- 鹿討奏：Trombone
- 庵原良司：Saxophone
- 藤村鼓乃美：Chorus

Make a Difference 
- 佐藤純之介：Emulator, Fairlight CM1 III, Oberheim SEM Manipulated
- mito：Other Instruments

旅立つ彼女と古い背表紙
- 沖井礼二 (SCOTT GOES FOR, FROG)：Bass, Electric Guitar, Tambourine, Programming
- 原"gen"秀樹 (SCOTT GOES FOR, NORTHERN BRIGHT)：Drums
- 長谷泰宏：Piano, Programming
- acane_madder, 清浦夏実：Chorus
- 北川勝利 (ROUND TABLE)：Wind Chime
- 弦一徹ストリングス：Strings

Summer Sunset
- 佐野康夫：Drums
- 末永華子：Electric Piano, Synth Bass
- 奥田健介 (NONA REEVES)：Electric Guitar
- 若森さちこ：Conga, Shaker, Tambourine, Triangle
- 北川勝利 (ROUND TABLE)：Chorus, Claves, Wind Chime
- acane_madder：Chorus, Programming

同心円上のディスタンス
- 宮川弾：Programming
- 山本タカシ：Acoustic Guitar
- acane_madder：Chorus

flattery?
- 森信行：Percussion
- 二村学：Bass
- 和田たけあき：Guitar, Mandolin
- daji：Piano
- 武内香澄：Violin
- acane_madder：Chorus

Waltz for Praha 
- sugarbeans：Piano, Percussions, Glockenspiel
- 高井亮士：Wood Bass
- 鈴木圭：Flute, Clarinet
- オオニシユウスケ：Gut Guitar
- 北川勝利 (ROUND TABLE)：Chorus, Wind Chime
- acane_madder：Chorus
- 弦一徹ストリングス：Strings

Disc 2
片思いが世界を救う
- 宮川弾：Programming
- 小松シゲル (NONA REEVES)：Drums
- 山本タカシ：Guitars
- 成瀬統理, 野村聖子, acane_madder：Chorus
- 弦一徹ストリングス：Strings

ダエンケイ
- 宮田繁男：Drums
- 千ヶ崎学 (KIRINJI)：Bass
- 筒井朋哉：Electric Guitar
- 北川勝利 (ROUND TABLE) ：Acoustic Guitar, Electric Guitar, Chorus, Tambourine
- acane_madder：Chorus

パパ、アイ・ラブ・ユー‼
- カジヒデキ：Bass, Acoustic Guitar, Glockenspiel
- なかじまはじめ：Drums
- 松田岳二：Percussions
- 関根卓史：Electric Guitar, Keyboard, Programming

Eeny, meeny, miny, moe
- 白神真志朗：Bass, Programming
- ゆーまお：Drums
- 菊池真義：Electric Guitar
- acane_madder：Chorus

粉雪
- 鈴木圭：Saxophones

Young Oh! Oh!
- 阿部耕作 (THE COLLECTORS)：Drums
- 北川勝利 (ROUND TABLE) ：Bass
- 山本陽介：Electric Guitar
- acane_madder：Chorus

曖昧な世界
- 原"gen"秀樹：Drums
- 北川勝利 (ROUND TABLE)：Bass, Electric Guitar, Acoustic Guitar, Tambourine, Wind Chime
- 湯本淳希：Trumpet

真夜中の秘密会議
- 桜井康史：Programming
- 山之内俊夫：Electric Guitar
- 末永華子：Electric Piano
- 北川勝利 (ROUND TABLE)：Acoustic Guitar, Wind Chime, Tambourine
- 湯本淳希：Trumpet
- acane_madder：Chorus

Merry Go Round
- 宮川弾：Programming
- acane_madder：Chorus
- 北川勝利 (ROUND TABLE)：Electric Guitar, Acoustic Guitar
- 弦一徹ストリングス：Strings

last contrast
- 釣俊輔：Programming
- 小出祐介 (Base Ball Bear)：Guitar
- ハマ・オカモト (OKAMOTO'S)：Bass

花びら
- 宮田繁男：Drums
- 千ヶ崎学 (KIRINJI)：Bass
- オオニシユウスケ：Acoustic Guitar
- 北川勝利 (ROUND TABLE)：Shaker, Tambourine, Wind Chime
- acane_madder：Chorus

Good Conversation
- IEDA：Programming

## チャート
| チャート（2014年）         | 最高位 |
| -------------------------- | ------ |
| オリコン                   | 8      |
| Billboard JAPAN Top Albums | 8      |
| サウンドスキャンジャパン   | 8      |

## ツアー日程
| 日付          | 都市     | 会場                                     |
| ------------- | -------- | ---------------------------------------- |
| 2014年4月17日 | 名古屋市 | 愛知県芸術劇場 大ホール                  |
| 2014年4月20日 | 川口市   | 川口総合文化センター リリア メインホール |
| 2014年4月25日 | 東京     | NHKホール                                |
| 2014年5月6日  | 大阪市   | オリックス劇場                           |